# Estação de Tournan
A Estação de Tournan é uma estação ferroviária francesa na linha de Gretz-Armainvilliers a Sézanne, localizada no território da comuna de Tournan-en-Brie, no departamento de Sena e Marne, na região da Ilha de França.
Foi colocado em serviço em 1861 pela Compagnie des chemins de fer de l'Est.
É uma estação da Société Nationale des Chemins de Fer Français (SNCF), servida tanto pelos trens da linha E do RER quanto pelos da linha P do Transilien. Paris fica a cerca de 35 quilômetros de distância.

## Situação ferroviária

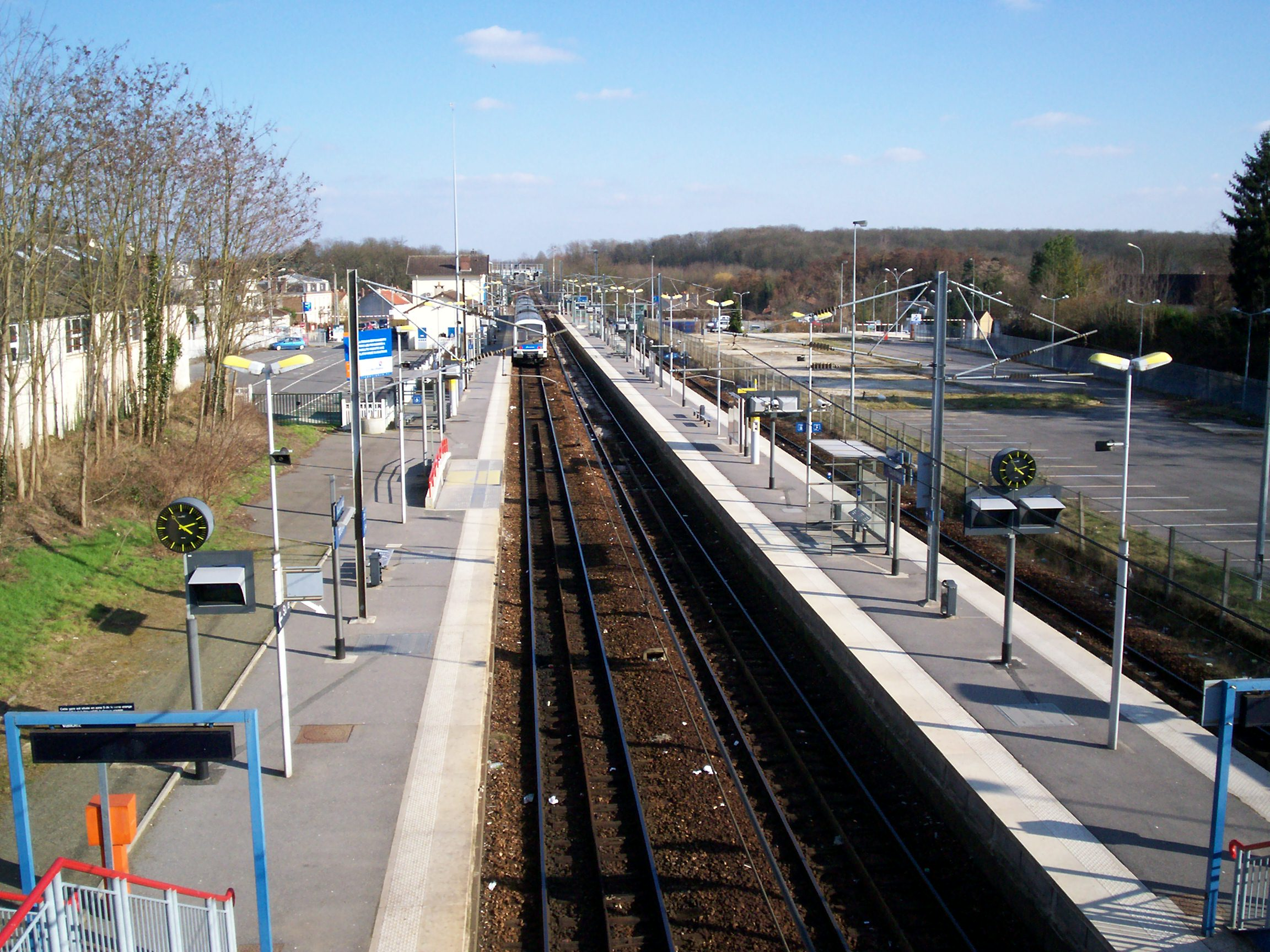
Plataformas e trilhos vistos da passarela.

Estabelecida a uma altitude de metro, a estação de Tournan está localizada no ponto quilométrico (PK) 40,764 da linha de Gretz-Armainvilliers a Sézanne, entre as estações abertas de Gretz-Armainvilliers e Marles-en-Brie.

## História
Em julho de 1859, a Compagnie des Chemins de Fer de l'Est, que acaba de ceder o terreno para a faixa de domínio da via férrea, pode começar a trabalhar no trecho de Gretz a Mortcerf da futura linha de Gretz- Armainvilliers a Sézanne. Ela colocou em serviço comercial este trecho em 2 de fevereiro de 1861.
Em 2000, o contrato do plano Estado-Região Île-de-France incluía a extensão da linha E do RER de Villiers-sur-Marne a Tournan. Em 14 de fevereiro de 2002, o conselho de administração do Sindicato de Transportes da Île-de-France (STIF) aprovou o anteprojeto. Em 14 de dezembro de 2003, a linha é desconectada, de sua rede histórica que a conecta com a Gare de Paris-Est, para se encontrar conectada à linha E do RER que termina na estação subterrânea de Haussmann - Saint-Lazare. Para além das alterações ao percurso e aos horários, esta integração na rede RER é uma oportunidade para melhorar os serviços das estações. O acesso aos trens é facilitado pela elevação das plataformas, que vão de 0,55 m a 0,92 m. Arranjos e equipamentos melhoram a acessibilidade para pessoas com mobilidade reduzida (PRM). As telas instaladas nas plataformas fornecem informações em tempo real.
Em 13 de dezembro de 2009, a linha P do Transilien é colocada em horários regulares, inclusive para os trens que servem a linha de Gretz a Coulommiers. O ônibus que para em Tournan é removido e substituído por um trem para a Gare de Paris-Est.
Em 2019, o atendimento anual estimado pela SNCF é de 1 971 494 passageiros.

## Serviço aos passageiros

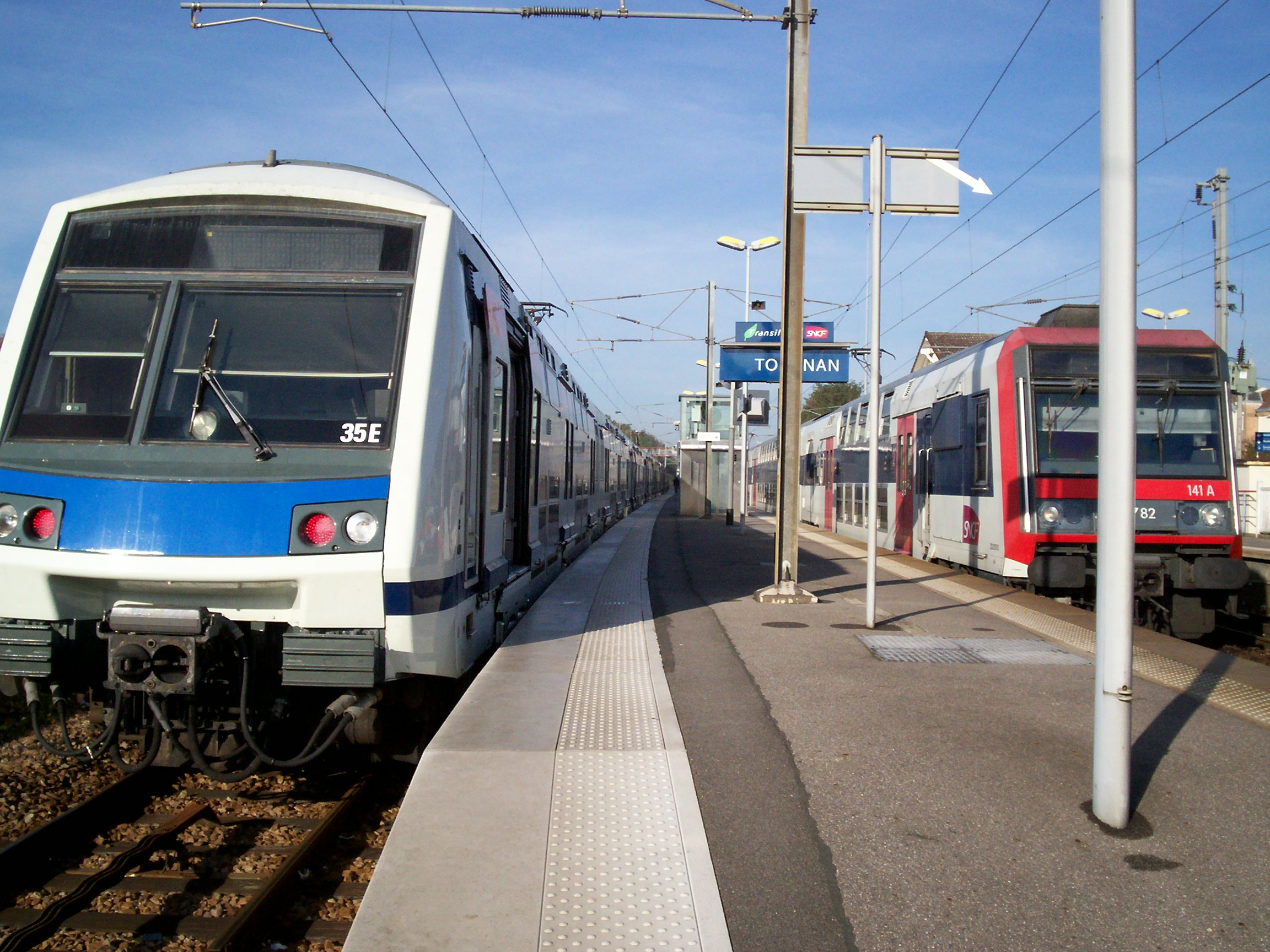
Trens RER e Transilien em cada lado da plataforma central.

### Recepção
Estação SNCF da rede Transilien, oferece diversos serviços destacando-se o seu antigo edifício de passageiros ainda em serviço, presença comercial diária de segunda a domingo e facilidades e serviços para pessoas com mobilidade reduzida, nomeadamente elevadores e um contador adaptado. Ela está equipada com autômatos para a venda de títulos de transporte (Transilien e Navigo) bem como um "sistema de informações de tráfego ferroviário em tempo real". A passagem de uma plataforma para outra é feita por um subterrâneo próximo à entrada ou por uma passarela no final das plataformas na direção de Paris.

### Ligação
Tournan é o terminal do ramal E4 do RER E desde 14 de dezembro de 2003 e a primeira parada para os trens da linha P do Transilien (rede Paris-Est) da Gare de l'Est no trecho Paris - Coulommiers.
É servido por trens da linha E do RER, à taxa (por sentido) de um trem a cada 30 minutos fora do horário de pico e à noite, e de dois a quatre trains por hora nos horários de pico. Os trens da linha P da Transilien atendem à estação a uma taxa de um trem por hora para cada direção fora dos horários de pico e à noite, e um a dois trens por hora nos horários de pico, dependendo da direção.

### Intermodalidade
Existem parques de estacionamento a norte e a sul da linha ferroviária. Os parques de estacionamento são reservados perto do edifício de passageiros para facilitar as ligações com os transportes. A estação é servida pelas linhas 3, 7°, 11, 18, 21°, 23°, 28C, 30, 121, 209, 309, 409 e Soirée Tournan-en-Brie da rede de ônibus Pays Briard, pela linha 14 da rede de ônibus ProCars, pela linha 32 da rede de ônibus Marne-la-Vallée, pela linha 02 da rede de ônibus Meaux e Ourcq e, à noite, pela linha N142 do serviço noturno de ônibus Noctilien.

Instalações e serviço
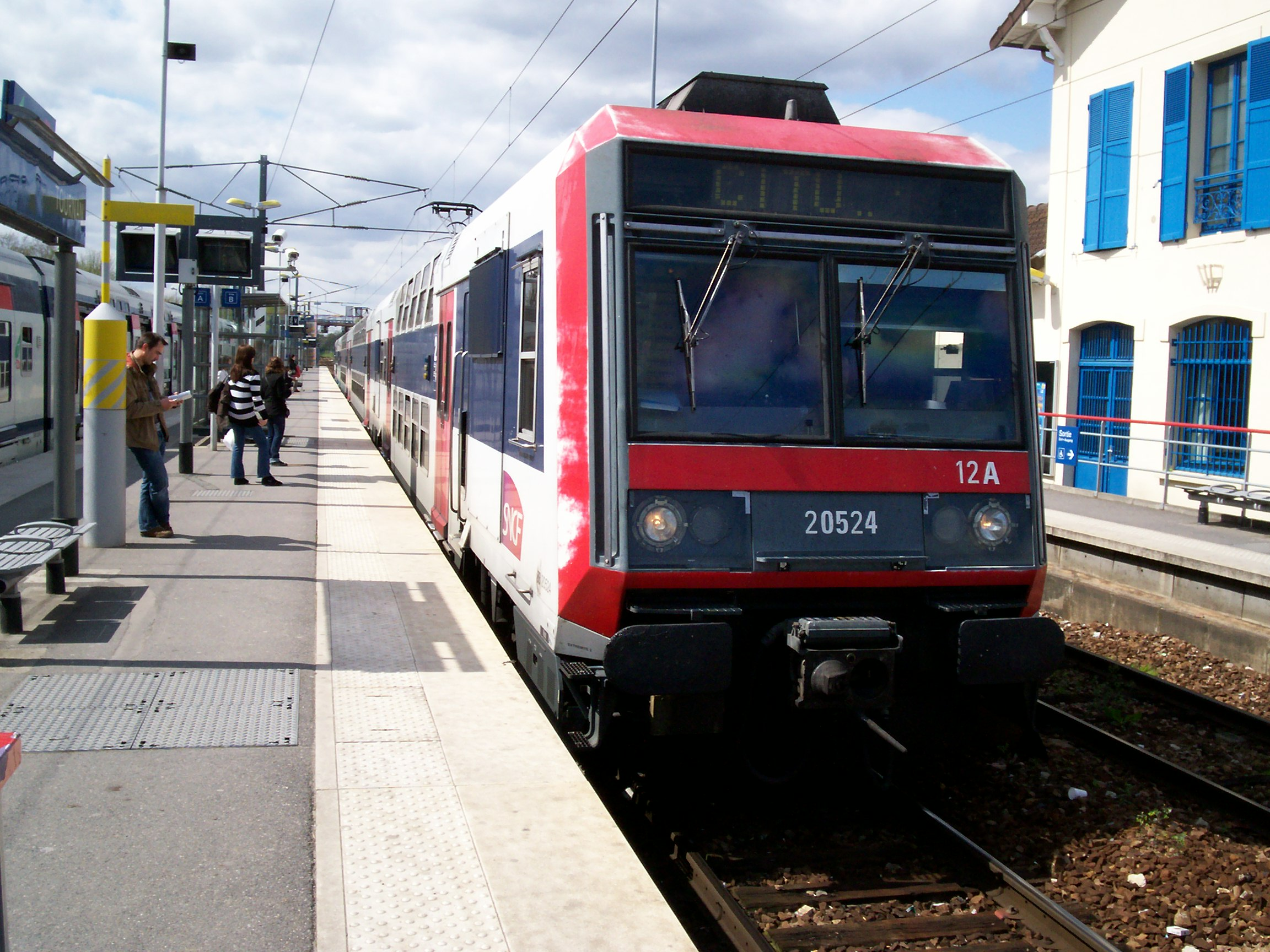
Trem Transilien na plataforma central.
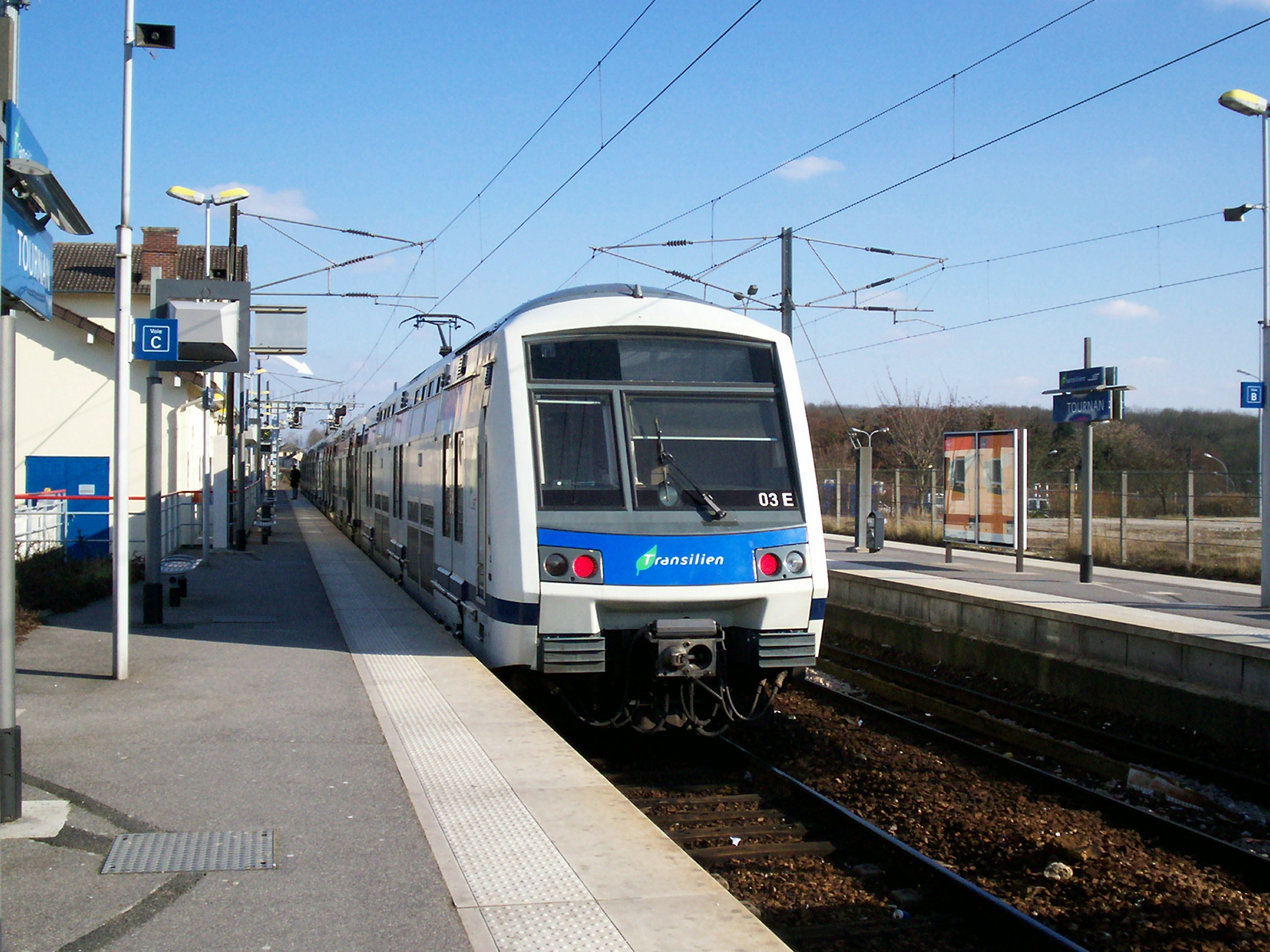
Trem RER na plataforma lateral.
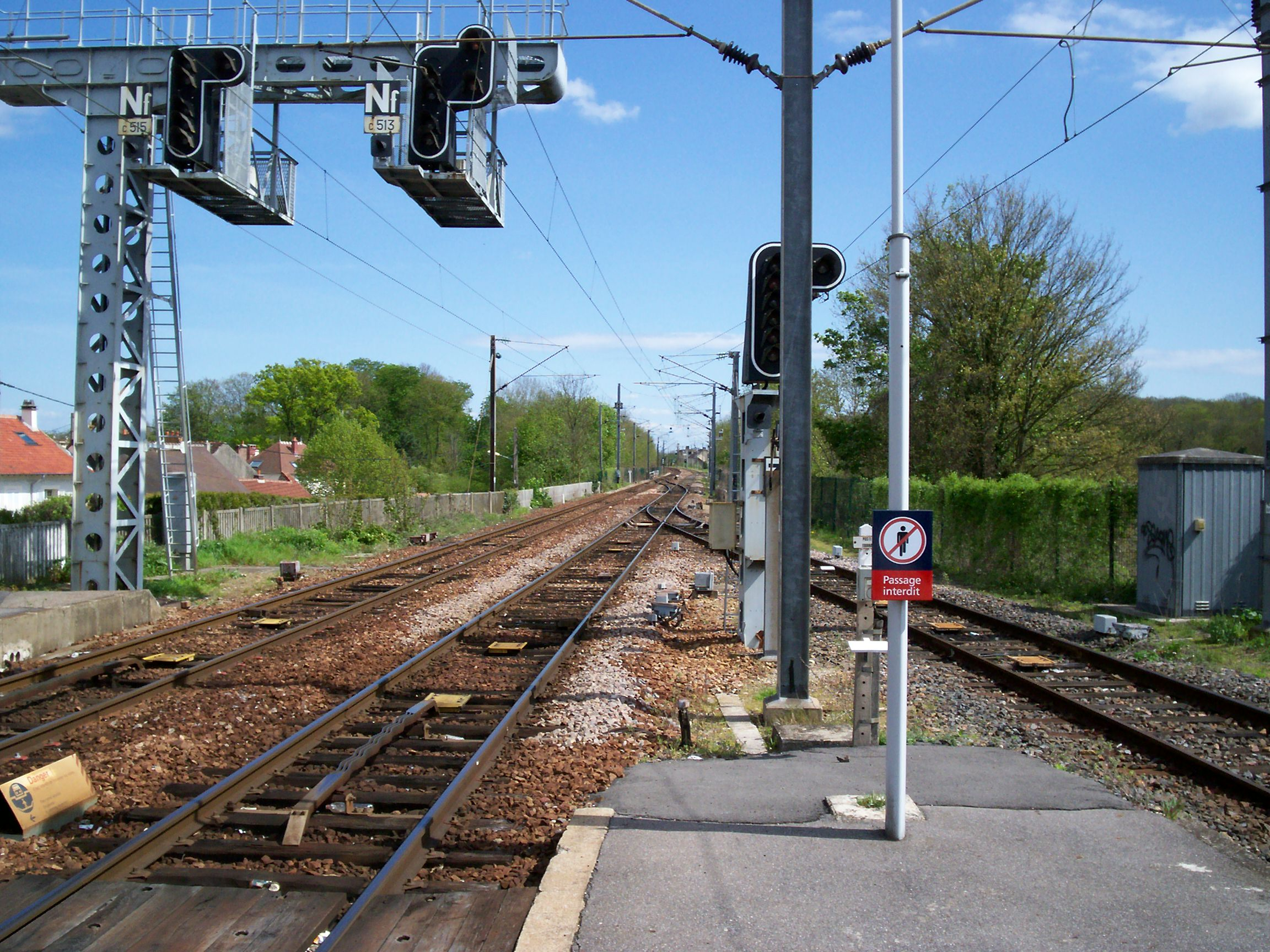
Saia da estação em direção a Coulommiers.